# 2 Szpital Okręgowy

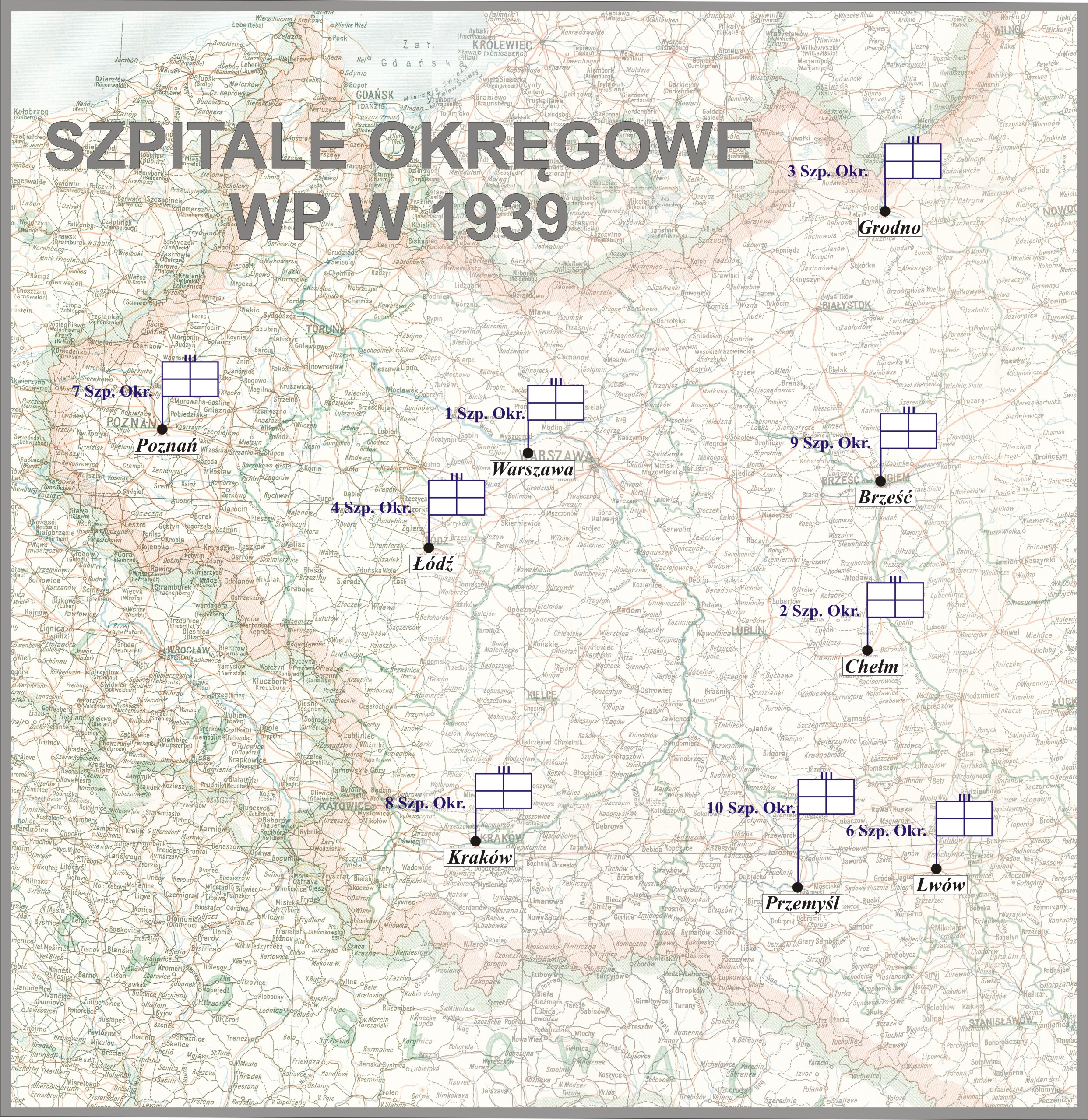
Szpitale Okręgowe WP w 1939

2 Szpital Okręgowy – jednostka organizacyjna służby zdrowia Wojska Polskiego II Rzeczypospolitej.

## Charakterystyka szpitala
Zadaniem Szpitala Okręgowego Nr II w Chełmie z filią w Lublinie było leczenie wojskowych i osób uprawnionych do leczenia wojskowego Okręgu Korpusu nr II. Szpital dysponował ambulatorium dentystycznym, chirurgicznym, okulistycznym, laryngologicznym oraz przychodnią ogólną dla chorych. Komendant szpitala posiadał uprawnienia dowódcy pułku.

## Struktura organizacyjna
Organizacja szpitala w 1923:
- komendant, kancelaria i komisja gospodarcza,
- oficer administracji budynków i magazynów,
- oddziały chorych i pracowni klinicznych: chorób wewnętrznych, zakaźny, chirurgiczny, ginekologiczny, dermatologiczny, oddział neurologiczny, okulistyczny i laryngologiczny;
- pracownia bakteriologiczna
- pracownia rentgenowska,
- prosektorium,
- ambulatorium dentystyczne,
- apteka okręgowa,
- trzy plutony obsługi sanitarnej

Szpital posiadał 600 łóżek.

## Kadra szpitala
| Komendanci Szpitala |                         |                        |
| Stopień             | Imię i nazwisko         | Okres pełnienia służby |
| płk lek. dr         | Filip Müller            | 1 III 1919–1924        |
| płk lek.            | Józef Topolnicki        | od X 1924              |
| ppłk lek.           | Czesław Wincz           | od XI 1927             |
| ppłk lek. dr        | Zbigniew Wiktor Czarnek | I 1934 – 1935          |
| ppłk dr             | Jan I Kulesza           | XI 1935–1939           |

| Obsada personalna i struktura szpitala w marcu 1939 roku: |                                         |
| Stanowisko                                                | Stopień, nazwisko i imię                |
| komendant szpitala                                        | ppłk dr Kulesza Jan I                   |
| starszy ordynator oddziału chirurgicznego                 | mjr dr Żarnowski Stefan                 |
| ordynator oddziału                                        | kpt. dr Gniazdowski Piotr               |
| starszy ordynator oddziału wewnętrznego                   | kpt. dr Gierałtowski Stanisław          |
| ordynator oddziału                                        | mjr dr Mioduszewski Henryk              |
| starszy ordynator oddziału ocznego                        | mjr dr Żurawski Kazimierz II            |
| starszy ordynator oddziału uszno-gardłowego               | mjr dr Sikorski Stefan                  |
| starszy ordynator oddziału zakaźnego                      | kpt. lek. Stanisław Przyłęcki           |
| starszy ordynator oddziału skórno-wenerycznego            | kpt. dr Herder Stanisław                |
| kierownik pracowni rentgenowskiej                         | mjr dr Krupiński Zygmunt II             |
| kierownik pracowni bakteriologicznej                      | kpt. lek. Stanisław Przyłęcki           |
| kierownik apteki                                          | por. mgr Chromiński Tadeusz Feliks      |
| pomocnik komendanta ds. gospodarczych                     | kpt. Kunze Piotr                        |
| oficer gospodarczy                                        | kpt. int. Zalfresso-Jundzilło Stanisław |
| dowódca plutonu gospodarczego                             | chor. Koliweszko Franciszek             |
| Filia 2 Szpitala Okręgowego w Lublinie                    |                                         |
| komendant filii                                           | ppłk dr Bieniek Aleksander              |
| oficer administracyjno-materiałowy                        | kpt. Raczkowski Emilian                 |
| Kadra zapasowa 2 Szpitala Okręgowego                      |                                         |
| komendant kadry                                           | ppłk dr Aleksander Tabidzie (Tabidze)   |
| lekarz kadry                                              | kpt. lek. Tadeusz Karol Buczek          |
| oficer mobilizacyjny                                      | kpt. Franciszek Kasprowicz              |
| oficer ewidencji personalnej                              | kpt. Michał II Kowal                    |
| oficer materiałowy                                        | kpt. mgr Jarosław Józef Jasionowski     |
| zastępca oficera materiałowego                            | chor. Jerzy Buk                         |
| dowódca kompanii szkolnej                                 | kpt. Alojzy Józef Morawiec              |
| dowódca 1 plutonu                                         | por. Alfons Gerhard Schlabs             |

| Żołnierze Szpitala – ofiary zbrodni katyńskiej |                  |                    |                                 |             |
| Nazwisko i imię                                | stopień          | zawód              | miejsce pracy przed mobilizacją | zamordowany |
| Bober Antoni                                   | por. rez.        | lekarz             |                                 | Katyń       |
| Brendel Henryk                                 | kapitan rez.     | dr nauk medycznych | szpital w Lublinie              | Katyń       |
| Chomicki Antoni                                | kapitan rez.     | lekarz okulista    |                                 | Katyń       |
| Ciekot Władysław                               | kapitan rez.     | dr nauk medycznych | Spółdzielnia „Zdrowie” Markowa  | Katyń       |
| Lisowski Tadeusz                               | por. rez.        | lekarz dentysta    | praktyka w Przasnyszu           | Katyń       |
| Michalski Stefan                               | ppor. rez.       | farmaceuta, mgr    |                                 | Katyń       |
| Parys Tadeusz                                  | por. rez.        | farmaceuta         | wł. apteki w Kowlu              | Katyń       |
| Rajszys Ryszard                                | por. rez.        | lekarz             | Kasa Chorych w Poznaniu         | Katyń       |
| Rosen Samuel                                   | kapitan rez.     | lekarz             |                                 | Katyń       |
| Schullman Józef                                | kapitan rez.     |                    |                                 | Katyń       |
| Skrobiszewski Józef                            | mjr. posp. rusz. | lekarz             | praktyka w Hrubieszowie         | Katyń       |
| Stachurski Henryk                              | por. rez.        | lekarz             | praktyka w Kowlu                | Katyń       |
| Sussman Ezechiel                               | por. rez.        | farmaceuta         | wł. apteki we Lwowie            | Katyń       |
| Święciński Bernard                             | ppor. rez.       | lekarz             | Ubezpieczalnia w Lutomiersku    | Katyń       |
| Woch Czesław                                   | ppor. rez.       | farmaceuta, mgr    | Apteka w Warszawie              | Katyń       |
| Buczek Tadeusz                                 | kpt. lek.        | żołnierz zawodowy  |                                 | Charków     |
| Dutkiewicz Zygmunt                             | por. rez.        | farmaceuta, mgr    |                                 | Charków     |
| Galasiński Władysław                           | ppor. rez.       | dr nauk medycznych | praktyka w Nowej Wsi            | Charków     |
| Kahan Jakub                                    | ppor. rez.       | lekarz             | praktyka w Warszawie            | Charków     |
| Kozłowski Zygmunt                              | kapitan rez.     | lekarz             | (e)                             | Charków     |
| Lapidus Abram Abe                              | por. rez.        | lekarz             |                                 | Charków     |
| Lewandowski Zygmunt                            | ppor. rez.       | lekarz             | praktyka w Warszawie            | Charków     |
| Milewski Tadeusz                               | por. rez.        | dr nauk medycznych | (e)                             | Charków     |
| Oberländer Aleksander                          | ppor. rez.       | lekarz             | praktyka w Tarnowie             | Charków     |
| Ostruch Marian Jan                             | ppor. rez.       | dr nauk medycznych |                                 | Charków     |
| Puchalski Jan                                  | kapitan lekarz   | żołnierz zawodowy? |                                 | Charków     |
| Seroczyński Stanisław                          | kapitan rez.     | dr nauk medycznych |                                 | Charków     |
| Sztajnman Mordechaj                            | ppor. rez.       | dr nauk medycznych |                                 | Charków     |
| Tabiński Józef                                 | por. posp. rusz. | lekarz             |                                 | Charków     |
| Wardyński Sławomir                             | ppor. rez.       | lekarz             | praktyka w Warszawie            | Charków     |
| Wejmer Eugeniusz                               | por. rez.        | farmaceuta, mgr    | kier. apteki w Niwce            | Charków     |
| Zaremba Alfons                                 | ppor. rez.       | lekarz             | praktyka w Gnieźnie             | Charków     |

Biogramy zamordowanych znajdują się na stronie internetowej Muzeum Katyńskiego